# Hypnotize
Hypnotize — п'ятий альбом групи System of a Down.

## Треки
Всі слова написали Серж Танкян і Дарон Малакян, вся музика написана Дароном Малакяном, крім того, де позначено.
1. «Attack» — 3:06
2. «Dreaming» (Лірика: Дарон Малакян/Серж Танкян, музика: Дарон Малакян/Шаво Одадж'ян) — 3:59
3. «Kill Rock 'N Roll» (Лірика & музика: Дарон Малакян) — 2:27
4. «Hypnotize» — 3:09
5. «Stealing Society» — 2:58
6. «Tentative» — 3:36
7. «U-Fig» (Лірика: Дарон Малакян/Серж Танкян, музика: Дарон Малакян/Шаво Одадж'ян) — 2:55
8. «Holy Mountains» — 5:28
9. «Vicinity of Obscenity» (Лірика: Серж Танкян, музика: Серж Танкян/Дарон Малакян) — 2:51
10. «She's Like Heroin» (Лірика & музика: Дарон Малакян) — 2:44
11. «Lonely Day» (Лірика & музика: Дарон Малакян) — 2:47
12. «Soldier Side» (Лірика & музика: Дарон Малакян) — 3:40

## Чарти

### Албом
Billboard (Північна Америка)
| Рік  | Чарт              | Позиція |
| ---- | ----------------- | ------- |
| 2005 | The Billboard 200 | 1       |

### Сингли
Billboard Music Charts (North America)
| Рік  | Сингл               | Чарт                   | Позиція |
| ---- | ------------------- | ---------------------- | ------- |
| 2005 | «Hypnotize»         | The Billboard Hot 100  | 60      |
| 2005 | «Hypnotize»         | Modern Rock Tracks     | 1       |
| 2005 | «Hypnotize»         | Mainstream Rock Tracks | 6       |
| 2006 | «Lonely Day»        | Modern Rock Tracks     | 10      |
| 2006 | «Lonely Day»        | Mainstream Rock Tracks | 10      |
| 2006 | «Kill Rock N' Roll» | Mainstream Rock Tracks | 38      |